# Fernande Olivier
Fernande Olivier (născută Amélie Lang la 6 iunie 1881 – 29 ianuarie 1966) a fost o artistă vizuală franceză și model, cunoscută mai ales pentru că a fost modelul și prima muză a pictorului Pablo Picasso, cât și pentru relatările scrise despre relația celor doi. Picasso a pictat peste 60 de portrete ale lui Olivier.

## Anii timpurii
Olivier s-a născut la Paris pe 6 iunie 1881, dintr-o relație în afara căsătoriei dintre mama ei și un bărbat căsătorit. A fost crescută de o mătușă și un unchi, care au încercat să-i aranjeze o căsătorie. În schimb, Olivier a fugit și s-a căsătorit cu un bărbat care a abuzat-o. În 1900, când avea 19 ani, și-a părăsit soțul, fără vreun divorț oficial și s-a mutat la Paris. Și-a schimbat numele pentru ca soțul ei să nu o găsească.
Olivier a găsit totuși o modalitate de a trăi, devenind model pentru artiștii plastici ai vremii, fiind cunoscută în Montmartre ca „La Belle Fernande.”  Olivier a făcut parte din cercul de prieteni al scriitorului Guillaume Apollinaire, unde s-a împrietenit și cu artiștii vizuali Paul Léautaud, Kees van Dongen și Edmond-Marie Poullain. A fost pentru Van Dongen un fel de model preferat întrucât acesta a pictat-o de mai multe ori.

## Relația cu Picasso

### Bateau-Lavoir,Montmartre

Pablo Picasso a pictat celebrul și definitoriul său tablou Les Demoiselles d'Avignon în 1907. Ulterior, artistul spaniolul a recunoscut că unul din cele cinci personaje feminine a fost clar inspirată de Fernande.

Fernande l-a întâlnit pe Picasso la Bateau-Lavoir, pseudonimul unui celebru loc din Montmartre (din Arondismentul 18 al Parisului), o clădire, care era locul de întîlnire al variilor artiști de calibru, de diferite orientări,  ai timpului lor, situat la adresa Rue de Ravignan 13. Au început apoi a avea o relație și în anul următor locuiau împreună.
Singura caracterizare potrivită a relației lor de șapte ani este „foarte furtunoasă.” Atât Olivier, cât și Picasso au fost doi iubiți foarte geloși, iar pasiunile lor au explodat uneori în violență. Este cunoscut faptul că Picasso o închidea adesea pe Olivier în apartamentul lor, atunci când ieșea din locuință, din cauza geloziei sale extreme. Olivier a scris ulterior în jurnalul său:
| “ | Picasso, din cauza unui fel de gelozie morbidă, m-a ținut ca pe un pustnic. Dar cu ceai, cărți, un divan și puțină curățenie de făcut, am fost fericită, foarte fericită. | ” |

### Gósol, Barcelona
Olivier a fost prima muză a lui Picasso. În primăvara și vara anului 1906, în urma unor vânzări fructuoase de lucrări de artă, cuplul a reușit să finanțeze o excursie la Barcelona și în satul îndepărtat Gósol din Pirineii spanioli. În Barcelona, Fernande a fost prezentată familiei lui Picasso și prietenilor locali.
În Gósol, Picasso a lucrat prolific, inclusiv la executarea mai multor portrete ale lui Fernande.
Mai târziu, printre cele mai notabile lucrări ale sale din perioada sa cubistă, care a durat din 1907 până în 1909 / 1910, câteva au fost inspirate de Olivier. Acestea includ Capul unei femei, al cărui model fusese Fernande. Ulterior, artistul a recunoscut că una din cele cinci figuri ale tabloului Demoiselles d'Avignon a fost creată după Fernande.

## Carieră ca scriitoare
La circa douăzeci de ani după relația cu Picasso, Olivier a început să publice proză memorialistică despre viața lor împreună. În acel moment, Picasso era cel mai faimos artist al epocii, iar publicarea memoriilor lui Olivier avea evident potențial comercial. Conform uzuanțelor și gustul publicului de atunci, acea proză memorialistică, intitulată Picasso și prietenii lui, a fost publicată în 1930, în formă serializată, în cotidianul belgian Le Soir, în ciuda opoziției puternice a lui Picasso.
Acesta, a angajat avocați pentru a împiedica publicarea seriei și, totuși, au fost publicate doar șase articole, urmărind firul cronologic memorialistic al Fernandei. Restul poveștii ei, reluată, a apărut în cele din urmă, în volumul Loving Picasso, în 1988, mult timp după decesul ambilor protagoniști principali ai acelei narațiuni de memorialistică (Olivier, d. 1966 și Picasso, d. 1973). 

## Anii târzii
În 1956, când Fernande Olivier suferea de artrită și devenise surdă, l-a convins pe Picasso să-i plătească o pensie mică în schimbul promisiunii sale de a nu mai publica nimic despre relația lor atâta timp cât unul dintre ei doi va fi în viață.
Fernande Olivier a decedat la 29 ianuarie 1966, la Paris, la vârsta de 84 de ani.